# Siphoneugena crassifolia
Siphoneugena crassifolia är en myrtenväxtart som först beskrevs av Dc., och fick sitt nu gällande namn av Carolyn Elinore Barnes Proença och Marcos Sobral. Siphoneugena crassifolia ingår i släktet Siphoneugena och familjen myrtenväxter. Inga underarter finns listade i Catalogue of Life.